# Amortage
Amortage là đĩa mở rộng (EP) đầu tay của nữ ca sĩ người Hàn Quốc Jisoo. EP được phát hành vào ngày 14 tháng 2 năm 2025, thông qua hãng thu âm Blissoo của cô và Warner Records. Đây là sản phẩm solo đầu tiên của cô kể từ khi rời YG Entertainment và Interscope Records vào năm 2023. EP bao gồm bốn bài hát với "Earthquake" là đĩa đơn chính.

## Đánh giá chuyên môn
| Đánh giá chuyên môn | Đánh giá chuyên môn |
| Nguồn đánh giá      | Nguồn đánh giá      |
| Nguồn               | Đánh giá            |
| ------------------- | ------------------- |
| NME                 | [ 1 ]               |

## Danh sách bài hát
Tất cả các bài hát đều được sản xuất bởi Blissoo và The Wavys.
| Danh sách bài hát Amortage | Danh sách bài hát Amortage | Danh sách bài hát Amortage                               | Danh sách bài hát Amortage |
| STT                        | Nhan đề                    | Sáng tác                                                 | Thời lượng                 |
| -------------------------- | -------------------------- | -------------------------------------------------------- | -------------------------- |
| 1.                         | "Earthquake"               | Jisoo Jack Brady Jordan Roman Sarah Troy Sara Boe        | 3:10                       |
| 2.                         | "Your Love"                | Jisoo Brady Roman Violet Skies Lilian Caputo Jenna Raine | 2:53                       |
| 3.                         | "Tears"                    | Jisoo Brady Roman Kristin Carpenter Sophie Simmons       | 3:02                       |
| 4.                         | "Hugs & Kisses"            | Jisoo Brady Roman Austin Wolfe Chloe Copeloff            | 3:09                       |
| Tổng thời lượng:           | Tổng thời lượng:           | Tổng thời lượng:                                         | 12:14                      |

| Danh sách bài hát Amortage phiên bản kỹ thuật số độc quyền | Danh sách bài hát Amortage phiên bản kỹ thuật số độc quyền | Danh sách bài hát Amortage phiên bản kỹ thuật số độc quyền | Danh sách bài hát Amortage phiên bản kỹ thuật số độc quyền |
| STT                                                        | Nhan đề                                                    | Sáng tác                                                   | Thời lượng                                                 |
| ---------------------------------------------------------- | ---------------------------------------------------------- | ---------------------------------------------------------- | ---------------------------------------------------------- |
| 5.                                                         | "Earthquake" (phiên bản tiếng Anh)                         | Jisoo Brady Roman Troy Boe                                 | 3:10                                                       |
| Tổng thời lượng:                                           | Tổng thời lượng:                                           | Tổng thời lượng:                                           | 15:24                                                      |

## Bảng xếp hạng
| Bảng xếp hạng (2025)                       | Vị trí cao nhất |
| ------------------------------------------ | --------------- |
| Japanese Digital Albums (Oricon)           | 19              |
| Japanese Download Albums (Billboard Japan) | 14              |
| South Korean Albums (Circle)               | 1               |
| South Korean Albums (Circle) Kit version   | 22              |
| South Korean Albums (Circle) SMC version   | 24              |